# We May Never Love Like This Again
"We May Never Love Like This Again" é uma canção de 1974 que foi interpretada por Maureen McGovern e música e letras de Al Kasha e Joel Hirschhorn. Esta música faz lembrar da banda sonora do filme The Towering Inferno
Em 1975, Kasha e Hirschhorn ganharam um Óscar de melhor canção original.